# Africa Media Review
Africa Media Review là một tập san học thuật được đánh giá ngang hàng về lý thuyết, thực hành và chính sách truyền thông ở Châu Phi. Đây là một ấn phẩm do sự hợp tác giữa Hội đồng Phát triển Nghiên cứu Khoa học Xã hội ở Châu Phi (CODESRIA) có trụ sở tại Dakar, Sénégal và Hội đồng Giáo dục Truyền thông Châu Phi (ACCE) có trụ sở ở thủ đô Nairobi, Kenya.